# Rens Boekhoff
Rens Boekhoff (Amstelveen, 10 april 1989) is een Nederlands langebaanschaatser die gespecialiseerd is op de sprintafstanden. Boekhoff's eerste NK was het NK sprint 2010 op de ijsbaan Kardinge in Groningen. Hij presteerde daar verrassend goed door een 12e plaats te behalen. Boekhoff schaatste tot het seizoen 2009/2010 bij Team Nino, een team met onder andere Ronald van Slooten, waar hij getraind wordt door Flip van den Hoek. Tijdens het seizoen 2010/2011 reed Boekhoff voor 1nP. Na een teleurstellend seizoen met blessures en tegenvallende resultaten rijdt Boekhoff sinds mei 2011 voor het Gewest Noord-Holland/Utrecht.

## Persoonlijke records
| Afstand    | Tijd    | Datum            | Baan       |
| ---------- | ------- | ---------------- | ---------- |
| 500 meter  | 36,32   | 4 november 2011  | Heerenveen |
| 1000 meter | 1.11,41 | 30 januari 2010  | Erfurt     |
| 1500 meter | 1.51,66 | 8 oktober 2011   | Erfurt     |
| 3000 meter | 4.09,36 | 30 november 2007 | Heerenveen |

## Resultaten
| Jaar | NK Afstanden | NK Sprint |
| ---- | ------------ | --------- |
| 2010 |              | 12e       |
| 2011 | DQ 500m      | 12e       |
| 2012 | 13e 500m     | 16e       |